# 萧也牧
萧也牧（1918年—1970年），原名吴承淦，后改名吴小武，笔名萧也牧，男，浙江吴兴人，中华人民共和国作家、编辑。也是中华人民共和国成立后第一位被批判的作家。

## 生平

### 投身文学
小学五年级时，他在上海出版的《小朋友》杂志上发表了描写轿夫生活的《驼子》。1923年春，自中学毕业后，到上海一家机电制造厂当工人。抗日战争全面爆发后，辗转多地，经徐特立介绍，先考入临汾山西民族革命大学。1938年1月，到中国共产党领导下的晋察冀边区。他还改名“吴小武”。先在晋察冀边区行署办的《救国报社》工作，后来在中共五台地委编辑《前卫报》，并任“铁血剧社”演员、宣传队干事。1945年8月加入中国共产党。抗日战争胜利后，担任张家口铁路分局工人纠察队副政委，在张家口编《工人报》。中华人民共和国成立后，在共青团中央宣传部编青年教材，任《中国青年》杂志副主编。
1939年起，他以“萧也牧”为笔名，在《边区文化》等报刊发表小说和散文。《山村纪事》（1949年初版）、《海河边上》（1950年初版）、《地道里的一夜》、《难忘的岁月》、《连绵的秋雨》、《秋葵》、《大爹》等反映了抗日战争时期晋察冀边区军民的斗争及中华人民共和国成立初期北京、天津地区的工农生活。1951年，出版长篇小说《锻炼》。

### 我们夫妇之间
1950年，萧也牧创作了其短篇小说代表作《我们夫妇之间》，发表在《人民文学》第1卷第3期，这是他最受读者尤其是青年读者喜爱的短篇小说。该小说刚一发表便获得《光明日报》等四家报刊发表推荐文章。这是中华人民共和国第一篇城市小说，主人公是出身知识分子的中国共产党干部李克，他在建國后进城，希望生活能有些个人趣味，并想将劳动人民出身的妻子培养得能像自己一样体验城市生活，于是夫妇发生矛盾，最后重归于好。1951年1月，小说被改编成连环画，由上海五星出版社出版，次月再版。同年，上海群众书店出版了金文田改写的《我们夫妇之间》话剧剧本。上海昆仑影片公司不久便将该小说搬上银幕，导演郑君里，演员赵丹、吴茵、蒋天流等。
1951年5月20日，《人民日报》发表了毛泽东执笔撰写的《应当重视电影〈武训传〉的讨论》的社论，同年6月毛泽东亲自发动对电影《武训传》的批判，文化界形势紧张。1951年6月起，小说《我们夫妇之间》遭到《人民日报》、《文艺报》等报刊批判。最先发文批评《我们夫妇之间》的是陈涌，他在1951年6月10日《人民日报》上发表了《萧也牧创作的一些倾向》，批评萧也牧进城后写的《我们夫妇之间》、《海河边上》是“依据小资产阶级观点、趣味来观察生活，表现生活”。《文艺报》（中国文联委托全国文协主办的机关报）感到陈涌这篇批判文章软弱无力，于是在1951年6月25日《文艺报》上发表了“读者李定中”的来信《反对玩弄人民的态度，反对新的低级趣味》，并在《编者按》中说：“读者李定中的这篇来信，尖锐地指出了萧也牧的这种创作倾向的危险性，并对陈涌的文章作了必要而有力的补充，我们认为很好。”
1982年5月21日，丁玲在天津文艺界座谈会上讲话时说：“《人民文学》把这个作品（《我们夫妇之间》）当做好作品发表，当时我虽认为不太好，但没有吭声，没有写文章。后来我离开北京到南方，陈企霞找冯雪峰写了篇文章，这篇文章立场是好的，态度是严肃的，但过分了一点，引起了一些人的反感。《人民日报》编辑部开会，一位文艺领导人就在那里说：《文艺报》的路线错了。”冯雪峰就是“读者李定中”，而“一位文艺领导人”可能是指周扬。
继“读者李定中”的文章后，《文艺报》又发表了叶秀夫的《萧也牧怎样违反了生活的真实》、乐黛云的《对小说〈锻炼〉的几点意见》，但仍未能掀起批判热潮。1951年8月25日，《文艺报》第四卷第八期发表了该报主编丁玲的《作为一种倾向来看——给萧也牧同志的一封信》。当时丁玲是全国文协主持日常工作的常务副主席、党组书记，中共中央宣传部文艺处处长和中央文学研究所所长。丁玲在该文中将萧也牧作为反对毛泽东提出的文艺为工农兵服务的代表人物加以批判。
丁玲的这篇文章是在颐和园云松巢写成。某个周日的下午，毛泽东由罗瑞卿陪同游颐和园，顺路到云松巢看望丁玲。丁玲向毛泽东汇报自己正写《作为一种倾向来看》，并介绍了萧也牧《我们夫妇之间》的内容。毛泽东表示，那是作家吹捧作家自己，由此还谈到团结、教育、改造数十万知识分子的问题。
在发表《作为一种倾向来看》的同期《文艺报》上，还发表了该报记者写的《记影片〈我们夫妇之间〉座谈会》，说会上多数与会者严厉批评了赵丹主演的电影《我们夫妇之间》。丁玲在座谈会总结时说：“类似倾向的影片，我以为还有不少。今天这个会，不过是个开端。”
1951年7月31日，丁玲在中央文学研究所作第二学季“文艺思想和文艺政策”单元学习总结的报告时，要求学员“从《武训传》、《关连长》、《我们夫妇之间》里，讨论无产阶级的、非无产阶级的、小资产阶级的文艺思想，什么是好的，什么是危害人民的东西。”在那段时间，丁玲以批判萧也牧为代表的 “创作倾向”作为契机，公开在讲话中点名批判朱定的《关连长》、陈学昭的《工作着是美丽的》、卢耀武的《界限》等等一系列 “坏作品”。
在丁玲的积极推动下，对萧也牧的批判运动展开。这是中华人民共和国文坛第一场政治运动，萧也牧成了中华人民共和国成立后第一位被批判的作家。就连好友康濯也在丁玲的支持下发表了《我对萧也牧创作思想的看法》批判萧也牧。1951年12月25日，《文艺报》在“读者中来”栏目中发表了署名“姜素明”的文章，直接批判茅盾主编的《人民文学》杂志。而《人民文学》杂志从头到尾一直对这场对萧也牧的批判保持沉默。这场批判以萧也牧写出《我一定要切实地改正错误》并在《人民日报》和《文艺报》上全文发表而告结束。

### 打成右派
1952年，萧也牧调到中国青年出版社文艺编辑室从事文艺编辑工作，并任文艺编辑室副主任，分管传记文学组。当时他使用本名“吴小武”。1954年，根据中央领导人“宣传党的优秀传统，教育青年一代”的指示，萧也牧、张羽、黄伊共同创办了《红旗飘飘》丛刊，萧也牧为创刊号写了《编者的话》。该刊物连续出版十多期，发表了不少老党员、老干部、老红军的革命回忆录。
《红旗飘飘》当时影响很大。小说《红岩》的雏形《在烈火中得到永生》最初便发表在《红旗飘飘》第6集。1958年7月22日，萧也牧写了封给罗广斌、刘德彬、杨益言的约稿信，后来萧也牧也一直关心《红岩》的出版工作，尽管他未能参与编辑出版《红岩》。小说《烈火金刚》因在《红旗飘飘》上发表获得好评后出版。《红旗飘飘》第2集刊登了葛振林讲述的《狼牙山跳崖记》一文，发表后被《中国青年》等刊物转载，经多次修改后被编入小学语文课本成为《狼牙山五壮士》。
萧也牧从事编辑工作三十多年，先后参与编辑《“伟大的祖国”小丛书》、《时事丛书》、《红旗谱》、《太阳从东方升起》、《白洋淀纪事》等名作。当萧也牧得知姚雪垠历尽艰辛来到北京修改作品时，他密切注意作品的进展。1954年，20岁的王蒙将处女作《青春万岁》送交萧也牧。反右运动后，当萧也牧得知《青春万岁》难以出版，被打成右派的王蒙又将被发配新疆时，同为右派的他从出版社要来车子，与黄伊一起将王蒙送到火车站。
1956年6月13日，《人民日报》发表了中共中央宣传部部长陆定一关于“百花齐放、百家争鸣”的讲话。萧也牧看后写了《“百花齐放，百家争鸣”有感》一文，送给正主持《人民文学》工作的常务副主编秦兆阳，文中萧也牧对当年《文艺报》对自己的批判进行了反击。1957年反右运动开始后，秦兆阳被打成“右派”，其为萧也牧修改并签发《“百花齐放，百家争鸣”有感》的事被揭发，这成了将萧也牧划为右派的证据。1958年，萧也牧被划为右派。随后被下放劳动。1961年，萧也牧的“右派”帽子被摘掉，回到中国青年出版社文学编辑室当编辑。

### 文革惨死
1966年文革爆发不久，《红岩》的主要作者罗广斌被打成“叛徒、特务”，于1967年2月10日被造反派整死。造反派还声称《红岩》是一个右派分子写的，不是罗广斌写的。刘德彬、杨益言赶到北京，将罗广斌惨死的消息带到中国青年出版社时，张羽、周振甫、严绍瑞、陈斯庸、施竹筠等编辑赶到萧也牧家，萧也牧听后与这些老编辑当场商定，编辑出版《红岩战报》，为罗广斌伸冤。萧也牧担任《红岩战报》编辑工作。《红岩战报》第一期发表了杨益言的发言、罗广斌妻子胡蜀兴的申诉、张羽的《不许污蔑〈红岩〉》，第二期发表了萧也牧定稿的《罗广斌历史问题调查报告》。《红岩战报》发行了数十万份。
1968年，江青在“三·一五”四川问题会议上说：“现在有人在给罗广斌翻案”，“我们已经查实了，从华蓥山出来的人都是叛徒、特务，没有一个好人。”《红岩》由此成了江青钦定的“大毒草”。中国青年出版社的部分人员随即在驻该社的军代表的支持下，成立了追查《红岩》事件及清查罗广斌叛徒集团专案组，非法审讯萧也牧、张羽、陈斯庸、严绍端。仅有160人的中国青年出版社，这时“牛鬼蛇神”人员增至40人。萧也牧以“没有改造好的老右派”的罪名，也成了“牛鬼蛇神”，被军代表指定为“牛鬼蛇神”的领队，在北京接受淘厕所、挖菜窖、扫烟囱、运煤渣等劳动改造及各种批斗会的批斗。
1969年4月初，在中共九大期间，北京根据“林副主席指示第一号令”，将全部“牛鬼蛇神”清理出北京。共青团中央系统的干部及家属全部到河南省潢川县黄湖农场“接受贫下中农的再教育”。黄湖农场是共青团中央的五七干校。1970年，共青团中央五七干校“阶级斗争”更加激烈，武斗不断升级，萧也牧不断受到批判和殴打。1970年9月17日，共青团中央五七干校校部召开广播大会，动员开展“一打三反”运动。一年前的《红岩》事件、《红岩战报》事件又被作为现行反革命“五一六”案件重新提出，张羽、萧也牧、黄伊等人遭到残酷批斗。1970年10月1日，林彪在中华人民共和国国庆21周年大会上发表“抓住两个阶级、两条路线斗争的纲，把革命新高潮推向前进”的讲话，此后共青团中央五七干校武斗加剧。1970年10月6日，重病的萧也牧被群专小组人员集体殴打成重伤。
1970年10月15日，重病且重伤的萧也牧在黄湖农场死亡，年仅52岁，埋葬在当地一个乱坟岗。
1979年，萧也牧被错划的“右派”获得改正，被迫害致死的冤案获得昭雪，并恢复了中国共产党党籍和名誉。在1979年中国文学艺术工作者第四次代表大会期间，数百位作家和中国青年出版社同仁为萧也牧举行追悼会时，中国青年出版社派人到黄湖农场寻找其遗骸，但乱坟岗已被拖拉机夷为平地，遗骸无存，只好从大别山下的当地带回一团泥，放在萧也牧的骨灰盒内。
萧也牧死后，其所在连队统一口径称他是病死的。1979年3月，为核实其死因，萧也牧的妻子李威率子女向王康、张羽、杨永青、李庚、马振、江晓天、孟庆远等十多人了解情况，写出了《关于吴小武同志之死的调查报告》，认为他是伤重而死。1985年中国青少年出版社做出最后一次正式结论，延续了1979年及1980年两次《调查报告》的说法称：“吴小武本来患有重病，不能坚持劳动，但在当时的极‘左’路线下，没有得到应有的照顾，有时反认为他表现不好，抗拒改造，加重他的劳动，使他在精神上、肉体上都受到严重摧残，使他的病情恶化，以致死亡。”对这种说法，萧也牧家属始终未认同，写了《对〈关于吴小武之死的问题核查结果〉的意见》继续申诉，认为萧也牧的死与1970年10月6日的群殴事件直接有关，要求追究时任二排排长阙道隆的责任。实际上当时萧也牧所在的二排排长阙道隆、连长边春光此前都曾参加小说《红岩》的编辑工作，而并未参加过《红岩》编辑工作的萧也牧仅仅是在文革中编辑过《红岩战报》。

## 著作
- 《萧也牧作品选》[1]

## 家庭
- 妻：李威[2]，与萧也牧育有四个儿子。
- 长子：吴家石[5][2]
- 三子：吴家刚[2]